# Pylna
Pylna est un village situé dans le raïon de Kharkiv en Ukraine.

## Géographie
Le village est frontalier avec la Russie, en rive droite de la rivière Lipets qui est un affluent de la Liptchik.

## Histoire
Le 11 mai 2024, la Russie a revendiqué la prise de contrôle de six villages dans l'est de l'Ukraine dont Pylna et une source militaire ukrainienne de haut rang a déclaré que les forces russes avaient avancé d'un kilomètre en Ukraine et tentaient de « créer une zone tampon » dans cette région et celle voisine de Soumy.